# Granica belgijsko-luksemburska

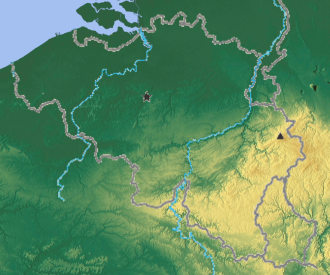
Mapa Belgii z zaznaczonym przebiegiem granicy

Granica belgijsko-luksemburska – granica międzypaństwowa, ciągnąca się na długości 148 km od trójstyku z Francją na południu do trójstyku z Niemcami na północy.
Granica pomiędzy tymi dwoma krajami przebiega z niewielkimi zmianami od 1830 roku, gdy powstało państwo belgijskie.Obecny przebieg granicy pochodzi z 1839 roku (podział Luksemburga na mocy układu londyńskiego z 1831 roku).
Ma przebieg południkowy i kształt lekko zniekształconej litery S.
Oba kraje należą do strefy Schengen, na wspólnej granicy nie obowiązują kontrole, a jej przekraczanie jest swobodne.

Ewolucja terytorialna Luksemburga